# 新谷あやか
新谷 あやか（しんや あやか、 1994年11月1日 - ）は、日本の女性タレント、TikToker、YouTuber。福岡県出身。Bariyoka Entertainment所属。

## 来歴
2009年、全国高等学校バレーボール選抜優勝大会（春高バレー）を観戦に行った帰りの東京・原宿でスカウトされ、部活引退後にタレント活動を始めた。
2021年10月からTikTokユニット「ばりやわとんこつ」を結成し、博多弁による恋愛系ショート動画を公開し人気を博している。
2023年6月5日に発売された『週刊プレイボーイ25・26合併号』のグラビアで初の水着＆ランジェリーに挑戦した。
2023年6月、プリズムエンターテインメントに移籍。
同年12月18日、集英社のデジタルコンテンツから選出される「グラジャパ!アワード2023」でインフルエンサー賞受賞。

## 人物
- 自身のブログに何度か記述があるが、兄が2人いる。
- 幼少期は福岡県で育つ。そのため、博多弁を話すことも出来る。
- 特技は野球、バレーボール。小学生時代は、ソフトボールに打ち込み、ショートで2番バッターとして活躍。中学校時代はバレーボール部であった[3]。
- 過去にNHK Eテレ『Rの法則』にレギュラー出演していた。番組愛称は、あやぼー。オレンジ色をあやぼーカラーとしている。元気の良さと体力が買われ、番組内ではR'sチャレンジなど体をはったロケに行くことが多い。
- 2023年6月5日に発売された『週刊プレイボーイ25・26合併号』にて身長170cm、スリーサイズは85-59-86であることが公表された[1]。

## 出演

### TV
- 夢いっぱい!東京ディズニーリゾート（2009年）
- Rの法則（2011年 - 2016年、NHK Eテレ）
- あんぐるランキング（2011年、NHK Eテレ）
- J SPORTS STADIUM オープニング・エンディング映像（2015年、J SPORTS）
- 香川照之の昆虫すごいぜ! (2017年5月5日、NHK Eテレ)
  - NHKスペシャル「香川照之の昆虫やばいぜ!」（2019年8月1日、NHK総合）[6]
- ニッポンぶらり鉄道旅 (NHK BSプレミアム) - 旅人 
  - 第100回「“都会のビタミン”を探して」 東京メトロ銀座線 (2017年6月8日)
  - 第111回「“富士山の贈り物”を探して」 富士急行線 (2017年11月2日)
  - 第116回「“栃木のエンターテインメント”を探して」 東武宇都宮線・日光線・鬼怒川線 (2017年12月14日)
  - 第123回「“外国人が夢中”を探して」 福岡市営地下鉄空港線 (2018年3月8日)
  - 第133回「“今が青春”を探して」JR両毛線 (2018年6月14日)
- ジャンクSPORTS（2021年10月3日、フジテレビ）
- 今田耕司のすっぴんツアー（2023年1月15日、福岡放送）

- ファンスポ（2023年4月1日 - 、TVQ九州放送） - リポーター（レギュラー出演）

### TV-CM
- TBS「世界バレー2010」（2010年）
- マイクロソフト「Xbox 360　KINECT」（2010年）
- メニコン「メルスプラン」（2011年）
- iタウンページ（2011年）
- コナミ「TVCM 野球応援篇」 （2012年）
- USJ「バイオハザード・ザ・リアル2」 （2014年）
- ライフコーポレーション （2015年）
- NTT東日本「いっしょに、一生懸命に。」地域篇 （2016年）

### スチール
- 岩瀬日大高校（2010年）
- 東京スカイツリー超高速エレベーター（2011年）
- 日本コカ・コーラ「ウインターキャンペーン」 （2014年）

### テレビドラマ
- スーパーのカゴの中身が気になる私（2023年7月23日 - 2023年9月30日、中京テレビ）[7]

### 映画
- 落ちていく放課後（2011年） - 桜美林大学実習作品
- 生贄のジレンマ（2013年）

### 舞台
- 奴ら〜海よ、オレの母よ〜（2011年） - サキ役
- プレイス（2013年） - 美奈役
- テトラクロマット第2回公演「花の下にて」（2014年12月11日 - 14日、東京芸術劇場　シアターウエスト） - お凛 役

## 作品

### DVD
- アムモ98「渋谷の女子高生たちが語った呪いのリスト3」月岡奈々子役（2009年）
- アムモ98「渋谷の女子高生たちが語った呪いのリスト5」蓮見彩夏役（2010年）

## 書籍

### デジタル写真集
- 見らんでいいと？（2023年6月5日、集英社［週プレ PHOTO BOOK］、撮影：LUCKMAN）[8]
- なんくるないと。〜prologue〜（2024年3月25日、集英社［週プレ PHOTO BOOK］、撮影：藤本和典）[9]
- 金曜日の続きは土曜日（2024年6月6日、集英社［YJ PHOTO BOOK］、撮影：HIROKAZU）[10]
- のぼせもん。（2024年6月10日、小学館［スピ/サン グラビアフォトブック］、撮影：YUJI TAKEUCHI）[11]
- こっち、こんと？ vo.1･2（2024年10月18日、講談社［FRIDAYデジタル写真集］、撮影：唐木貴央）[12][13]
- 金曜半休、いきなり沖縄（2025年2月13日、集英社［YJ PHOTO BOOK］、撮影：HIROKAZU）[14]